# 奧克希爾 (西維吉尼亞州)
奧克希爾（英語：Oak Hill, West Virginia）是美国西維吉尼亞州費耶特郡的一個城市，面積12.5平方公里。根據2020年美國人口普查，共有人口8,179人。